# Nati nel 1411
| Questa pagina contiene informazioni ricavate automaticamente dalle voci biografiche con l'ausilio del template Bio e di un bot. L'aggiornamento è periodico e automatico e ricostruisce completamente la pagina. Se manca una persona in questa lista, sei pregato di non aggiungerla, ma accertati piuttosto che la sua voce biografica contenga il template Bio e che i dati anagrafici siano correttamente compilati. Se il template Bio manca, inseriscilo tu stesso o, in alternativa, metti l'avviso {{tmp\|Bio}} che ne segnala la mancanza. Se i dati riportati sono sbagliati, correggi direttamente la voce biografica; le modifiche saranno visibili in questa lista entro pochi giorni. Per chiarimenti vedi il progetto biografie. La lista contiene solo le 16 persone che sono citate nell'enciclopedia e per le quali è stato implementato correttamente il template Bio. Pagina aggiornata al 10 ago 2025. |

- 3 febbraio - Galeotto Roberto Malatesta, condottiero italiano († 1432)
- 21 settembre - Riccardo Plantageneto, III duca di York, nobile britannico († 1460)
- Muhammad VIII di Granada, sultano († 1431)
- Comando Comandi, insegnante italiano († 1475)
- Enrico il Pacifico di Brunswick-Lüneburg, duca († 1473)
- Paolo Erizzo, politico italiano († 1470)
- Juan de Mena, poeta e umanista spagnolo († 1456)
- Adolfo Orlandi, politico italiano
- Latino di Carlo Orsini, cardinale italiano († 1477)
- Niccolò Porcinari, politico italiano († 1481)
- Maria di Savoia, principessa († 1469)
- Andrea da Schivenoglia, scrittore e storico italiano
- Bosio I Sforza, condottiero italiano († 1476)
- Nicodemo Trincadini, diplomatico, politico e nobile italiano († 1481)
- Margherita d'Este, nobile italiano († 1476)
- Jean le Jeune, cardinale e vescovo cattolico francese († 1451)